# Fingernails (Band)
Fingernails ist eine italienische Heavy- und Thrash-Metal-Band aus Rom, die im Jahr 1981 gegründet wurde, sich 1990 auflöste und 2005 wieder neu zusammen fand.

## Geschichte
Die Band wurde im September 1981 von Gitarrist Maurizio „Angus“ Bidoli gegründet. Kurze Zeit später kamen Bassist Marco „Bomber“ Santoni und Schlagzeuger Ricki „Duracell“ Lipparini hinzu. Die Band entwickelte eigene Lieder und veröffentlichte in den Folgejahren einige Demos. Ihr selbstbetiteltes Debütalbum erschien 1988 über Cobra Records, das in Deutschland, Belgien und Italien verkauft wurde. Im Jahr 1990 löste sich die Band auf. Danach widmeten sich die Mitglieder anderen Projekten. Im Jahr 1996 verstarb Lipparini bei einem Autounfall.
Im Jahr 2005 fand die Band erneut zusammen, wobei neben Bidoli und Santoni nun auch Schlagzeuger Fabrizio Lucidi und Sänger singer Anthony Drago vertreten waren. Die Kompilation Fingernails/Hell n' Back erschien im Jahr 2006 bei Old Metal Records. Der Tonträger wurde von Deceased-Sänger King Fowley produziert. Danach verließ Bassist Santoni die Band und wurde durch Ricchard ersetzt. Danach nahm die Band das Album Destroy Western World auf, das erneut von Fowley produziert wurde. Das Album erschien in den USA im Jahr 2007 bei Old Metal Records. Im Jahr 2008 wurde von Nuclear War Now! Productions eine Split-Veröffentlichung publiziert, auf der Fingernails zusammen mit der Band Villains zu hören war. Im Dezember desselben Jahres erschien zudem eine Kompilation namens Heavy Metal Forces, auf der bisher unveröffentlichtes Material aus den 1980er-Jahren zu hören war. Der Tonträger erschien bei High Roller Records. Im August 2009 verließ Schlagzeuger Lucidi die Band und wurde durch Carlo Usai ersetzt. Im Jahr 2010 folgten Auftritte in Italien, Deutschland und den Niederlanden und die Aufnahmen zum neuen Album Alles Verboten fanden statt. Das Album erschien im Jahr 2012 bei High Roller Records.

## Stil
Die Band spielt eine Version des Metal, die oft mit den Werken von Motörhead verglichen wird.

## Diskografie
- Welcome America (Demo, 1985, Eigenveröffentlichung)
- HM Forces (Demo, 1986, Eigenveröffentlichung)
- Dirty Wheels (Demo, 1987, Eigenveröffentlichung)
- Shadow of the Blade (Demo, 1987, Eigenveröffentlichung)
- Fingernails (Album, 1988, Cobra Records)
- Fingernails/Hell n' Back (Kompilation, 2006, Old Metal Records)
- Destroy Western World (Album, 2007, Old Metal Records)
- Getting Crazy (Split mit Villains, 2008, Nuclear War Now! Productions)
- Heavy Metal Forces (Kompilation, 2008, High Roller Records)
- Alles Verboten (Album, 2012, High Roller Records)
- Fingernails Live (live-Album, 2012, Scumbags Productions)